# NGC 1806
NGC 1806 est un amas ouvert situé dans la constellation de la Dorade. Cet amas est situé dans le Grand Nuage de Magellan. Il a été découvert par l'astronome britannique John Herschel en 1836.

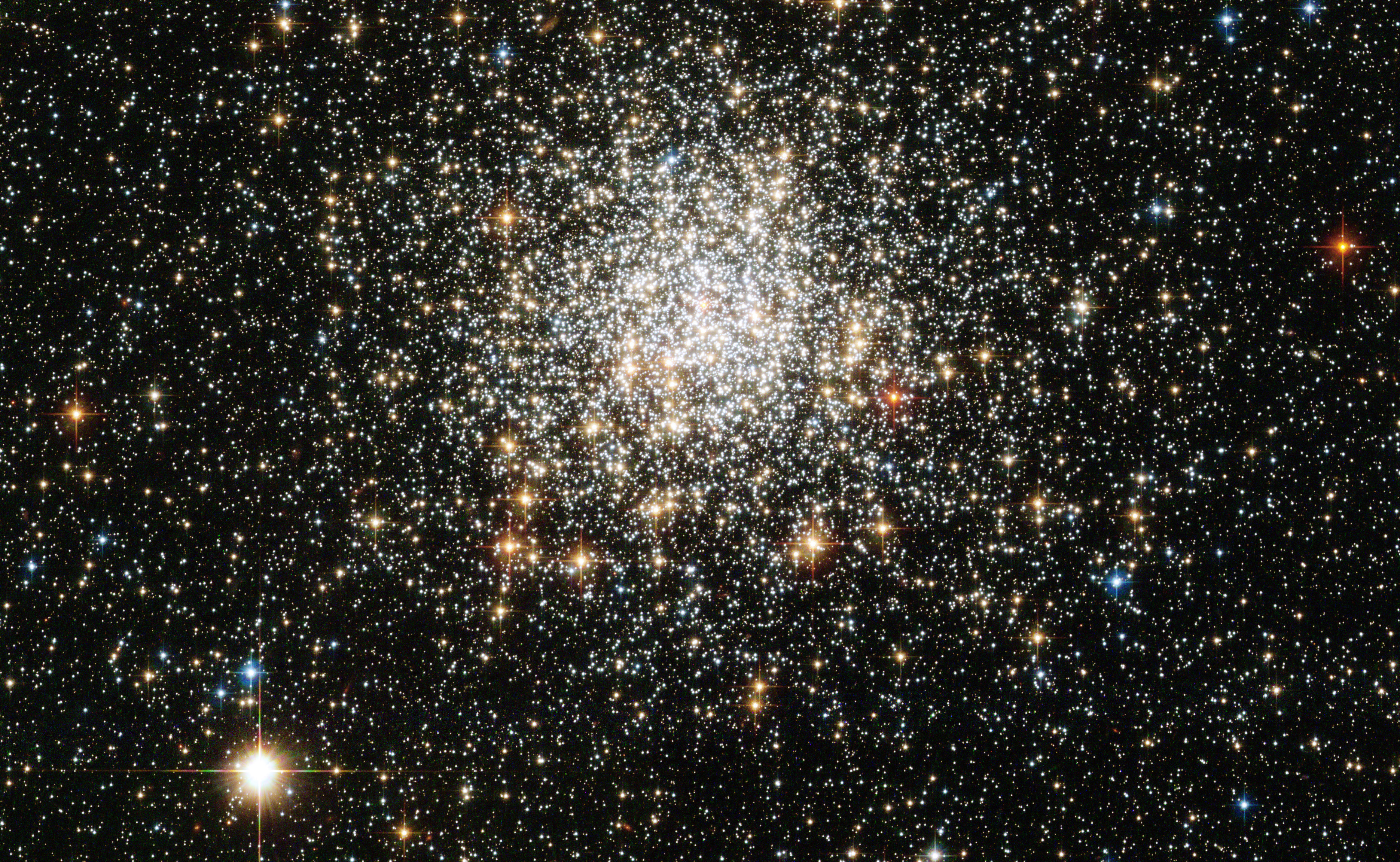
NGC 1806 par le télescope spatial Hubble.